# Acrothecium delicatulum
Acrothecium delicatulum är en svampart som beskrevs av Berk. & Broome 1845. Acrothecium delicatulum ingår i släktet Acrothecium, divisionen sporsäcksvampar och riket svampar.   Inga underarter finns listade i Catalogue of Life.